# Жуйа
Жуйа (Juià) — село в Іспанії, у складі автономної спільноти Каталонія, у провінції Жирона. Муніципалітет займає площу 8,39 км2, а населення в 2014 році становило 340 осіб.